# Acaena rorida
Acaena rorida är en rosväxtart som beskrevs av B.H. Macmillan. Acaena rorida ingår i släktet taggpimpineller, och familjen rosväxter. Inga underarter finns listade i Catalogue of Life.